# Porto Tolle

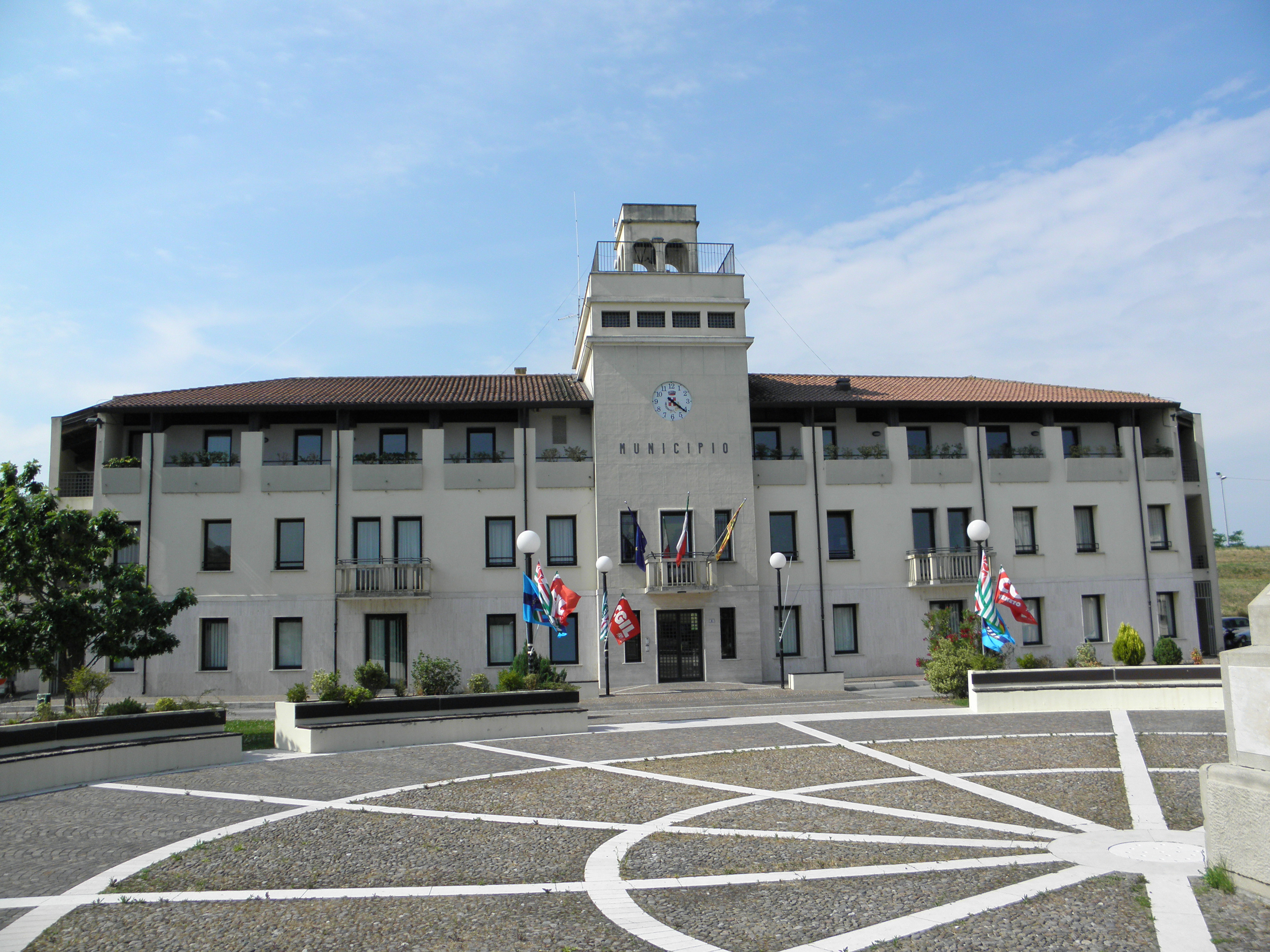
Ehemalige österreichische Kaserne, heutiges Rathaus von Porto Tolle

Porto Tolle ist eine nordostitalienische Gemeinde (comune) mit 8721 Einwohnern (Stand 31. Dezember 2024) in der Provinz Rovigo in Venetien. Die Gemeinde liegt etwa 45 Kilometer ostsüdöstlich von Rovigo und etwa 57 Kilometer ostnordöstlich von Ferrara direkt an der Mündung des Pos in das Adriatische Meer am östlichen Rand der Polesina. Der Verwaltungssitz der Gemeinde befindet sich in dem Ortsteil Ca' Tiepolo. Mit einer Fläche von mehr als 200 Quadratkilometern gehört Porto Tolle zu den (100 flächenmäßig) größten Gemeinden Italiens.

Lage der Gemeinde in der Provinz Rovigo / Polesina

## Geschichte
Die Gemeinde ist ein Zusammenschluss zahlreicher kleiner Ortschaften im sumpfigen Mündungsgebiet des Podeltas. Das Gebiet stand im Mittelalter unter dem Einfluss der Republik Venedig.

## Gemeindepartnerschaften
Porto Tolle unterhält seit 2010 eine Partnerschaft mit der kroatischen Gemeinde Medulin in der Gespanschaft Istrien sowie ebenfalls seit 2010 eine inneritalienische Partnerschaft mit der Gemeinde Trecate in der Provinz Novara (Piemont).